# (37818) 1998 BC5
1998 BC5 (asteroide 37818) é um asteroide da cintura principal. Possui uma excentricidade de 0.15824830 e uma inclinação de 3.59584º.
Este asteroide foi descoberto no dia 18 de janeiro de 1998 por ODAS em Caussols.